# Cyclone (Programmiersprache)
Cyclone ist ein Dialekt der Programmiersprache C.
Cyclone besitzt verschiedene Sicherheitsmechanismen, mit denen sich das Auftreten von Pufferüberlauf- und Format-String-Schwachstellen weitgehend unterbinden lässt. Cyclone behält dabei gleichzeitig das Erscheinungsbild von C bei.
Dieser wurde in einer Zusammenarbeit der AT&T Labs Research und der Cornell University entwickelt. Die Entwicklung begann im Jahre 2001 und wurde 2006 zugunsten anderer Projekte beendet. Zum Ende des Projekts waren zusätzlich die University of Maryland, College Park, Harvard University und die University of Washington an der Entwicklung beteiligt. Die Konzepte von Cyclone wurden in andere Programmiersprachen wie z.Bsp. Rust übernommen.